# Thomas Voss (Soziologe)
Thomas Voss (* 11. Juli 1955 in Wuppertal-Elberfeld) ist ein deutscher Soziologe.

## Leben
Voss studierte von 1974 bis 1980 Sozialwissenschaften und Philosophie an der Ruhr-Universität Bochum. Von 1980 bis 1991 war er wissenschaftlicher Mitarbeiter, Akademischer Rat und Oberassistent (C2) am Lehrstuhl von Rolf Ziegler an der Universität München. 1984 wurde er an der Universität München zum Dr. rer. pol. im Fach Soziologie promoviert (Nebenfächer: Statistik, Philosophie/Logik und Wissenschaftstheorie) und 1990 habilitiert. Im selben Jahr war er Visiting Asst. Professor (Quantitative Methods) am Department of Sociology der University of Chicago. Nach einer Lehrstuhlvertretung (1991/1992) an der Universität Stuttgart war er von 1992 bis 2021 Inhaber des Lehrstuhls (C4) für Soziologie (Schwerpunkt Theorie und Theoriegeschichte) am Institut für Soziologie an der Universität Leipzig. Im akademischen Jahr 2001/2002 war er Fellow-in-Residence am Netherlands Institute for Advanced Study (NIAS) in Wassenaar, Niederlande. Seit 2020 ist er Mitglied des Beirats des Hans-Albert-Instituts.
Voss’ wissenschaftliche Arbeiten sind beeinflusst durch den Kritischen Rationalismus und die Analytische Wissenschaftstheorie. Voss ist ein Verfechter des Methodologischen Individualismus und hat sehr frühzeitig für eine Anwendung der Rational-Choice-Theorie und der Spieltheorie in der Soziologie plädiert, insbesondere in Bezug auf die Erklärung sozialer Normen und Institutionen.

## Schriften (Auswahl)
- mit Werner Raub: Individuelles Handeln und gesellschaftliche Folgen. Das individualistische Programm in den Sozialwissenschaften. Luchterhand, Darmstadt 1981.
- Rationale Akteure und soziale Institutionen. Oldenbourg, München 1985.
- mit Martin Abraham: Rational choice theory in sociology. A survey. In: Stella R. Quah, Arnaud Sales (Hrsg.): The International Handbook of Sociology. Sage, London 2000, S. 50–83.
- Game theoretical perspectives on the emergence of social norms. In: Michael Hechter, Karl-Dieter Opp (Hrsg.): Social Norms. Russell Sage, New York 2001. S. 105–136.
- mit Andreas Diekmann (Hrsg.): Rational Choice Theorie in den Sozialwissenschaften. Oldenbourg (Scientia Nova), München 2004.
- mit Werner Raub: Micro-Macro Models in Sociology. Antecedents of Coleman‘s Diagram. In: Ben Jann, Wojtek Przepiorka (Hrsg.): Social Dilemmas, Institutions, and the Evolution of Cooperation. De Gruyter, Berlin 2017, S. 11–36.
- mit Andreas Tutic, Ulf Liebe: Low-Cost-Hypothese und Rationalität – Eine neue theoretische Herleitung und einige Implikationen. In: Kölner Zeitschrift für Soziologie und Sozialpsychologie. 69, 2017, S. 651–672.
- Institutional Design and Human Motivation. In: Vincent Buskens, Rense Corten, Chris Snijders (Hrsg.): Advances in the sociology of trust and cooperation. De Gruyter, Berlin 2020. S. 15–40.

## Einzelnachweis
1. ↑  Ivar Krumpal, Werner Raub, Andreas Tutic: Rationality in Social Science. Introduction. In: Ivar Krumpal, Werner Raub, Andreas Tutic (Hrsg.): Rationality in Social Science. Foundations, Norms, and Prosociality Springer, Wiesbaden 2021, S. 1–7.

| Personendaten    | Personendaten                    |
| ---------------- | -------------------------------- |
| NAME             | Voss, Thomas                     |
| KURZBESCHREIBUNG | deutscher Soziologe              |
| GEBURTSDATUM     | 11. Juli 1955                    |
| GEBURTSORT       | Wuppertal-Elberfeld, Deutschland |